# Евлія Челебі
Евлія Челебі (осман. اوليا چلبي, тур. Evliya Çelebi; *1611 — 1679/1682) — богослов, державний діяч, географ, мандрівник і письменник Османської імперії 17 століття. Син султанського ювеліра Дервіша Мехмеда Зіллі.

## Короткі відомості
Евлія Челебі народився у Стамбулі у шанованій родині: дід його був прапороносцем у султана Мехмеда II Фатіха, батько обіймав посаду голови придворних ювелірів, дядько по лінії матері був великим візиром.
Евлія здобув ґрунтовну богословську та світську освіту у медресе при мечеті, де вивчав турецьку, арабську, татарську, грецьку та інші мови, а також студіював Коран, перську і турецьку літературу, опанував мистецтво музики та малювання. Служив при дворі султана Мурада IV, виконував низку дипломатичних доручень Стамбула. Він присвятив основні свої зусилля подорожам та опису земель Османської Імперії та її найближчих сусідів. Саме в подорожі, у Єгипті, між 1679 і 1682 роками, мандрівник і помер.
Цінною пам'яткою є подорожні враження Челебі, котрі містять багатий етнографічний, політичний, географічний, економічний, лінгвістичний та інший матеріал з життя країн Європи та Азії у XVII століття. Перше повне видання «Книги подорожей» у 10 томах було здійснено в Османській імперії у 1896—1938 роках. Окремі частини твору неодноразово перекладались і видавались основними європейськими мовами. Однак повне осягнення історичного змісту «Книги подорожей» — ще попереду.
У Східну Європу Челебі мандрував неодноразово. У 1641 році він здійснив подорож від Трабзона до Анапи, у 1641—1642 роках перебував разом з військами у обложеному Азові. У 1651 році Челебі відвідав фортецю Озю (Очаків), а у 1657 році провів тривалий час на військовому театрі між Дністром і Дунаєм. Протягом 1663—1665 років він перебував на теренах Болгарії, Сербії, Австрії, Угорщини та інших центрально-європейських країн. Зокрема відвідав і описав місто Хуст та його фортецю. Звідти він вирушав на терени України, а потім, у 1666—1667 роках, перебував на території Кримського ханства. Свої враження від цього краю мандрівник докладно описав у своїй «Книзі подорожей», яка є внаслідок цього, унікальним джерелом з історії України.
Евлія Челебі практично не мав перепон у доступі до державної інформації. Він особисто був знайомий і підтримував дружні стосунки з багатьма знатними кримськими діячами, зокрема ханів Ісляма Ґерая та Мехмеда Ґерая.
Евлія, як очевидець описує чимало українських міст, зокрема Київ, Львів, Черкаси, Чигирин, Коцюбіїв та розповідає про козацькі фортеці, паланки тощо. Він високо оцінює військову доблесть, героїзм козаків, зауважує, що вони знають османську мову. Проте запорожців вважав злочинцями, які заслуговують шибениці. Як військову людину його цікавить стан військової справи в Україні, він описує битву козацького війська під проводом Івана Сірка за османську фортецю Очаків, запевняє, що був учасником боїв з козаками за Азов, розповідає про спустошення України кримськими татарами й турками, про напади козаків на кримських татар і турків, через які останні «не мали сну й відпочинку». Водночас наводить факти спільної боротьби татар і козаків проти Речі Посполитої.
Евлія описує зовнішній вигляд українця та українки, характеризує етнічний склад населення, пише про станове розшарування, фіксує особливості побуту, повідомляє про наявність замків, чималої кількості церков, звертає увагу на природу краю, родючість ґрунтів, широке культивування пшениці, поширеність садів, називає заняття, ремесла місцевих жителів, перелічує ярмарки, дивується, що торгівлею займаються жінки.
Евлія свідчить, що деякі козаки, які свого часу потрапили в полон до турків чи татар й досягли там високих чинів, навіть через 40 років поверталися до України. Евлія розповідає про політичні орієнтації козацької старшини, чимало місця присвятив гетьманові Петрові Дорошенку, який уклав договір з Османською імперією, розмірковує про експансіоністську політику Російської імперії стосовно України. До наукового обігу працю Евлії ввів австрійський сходознавець Й. фон Хаммер-Пургшталь, який видав її в англійському перекладі 1834–1850.

### Челебі про українців
|  | Про характер бунтівних козаків, або ж бритоголового народу. Хай помилує нас Аллах! Ті, хто не бачили цього народу, навіть великі тлумачі релігії не можуть знати, що за душа у цих ворогів громади Мухаммеда та інших народів. Вступивши в їхню країну у середині місяця мухаррема 1068 (кінець жовтня 1657) року, ми проїжджали нею з молитвами: «О Господи, врятуй нас від їх злості! Амінь!» Тому що одного дня, під час війни за фортецю Азів, я, нікчемний, спізнав горя від цих лиходіїв і бачив, як вони б'ються... |

Евлія як мандрівник і поліглот зауважує, що, на його думку, українська мова є давньою й однією з найрозвиненіших, він захоплюється її красою, наводить характерні приклади живої говірки.
|  | Мова русів. Цей козацький народ, як і московити, сповідає грецьку віру, поклоняється Христу, дотримується тих же свят і читає Євангеліє. Короткі приклади з їхньої мови (Передача нижченаведених слів дуже спотворена Челебі): «одін» — 1, «дві» — 2, «трі» — 3, «чтирі» — 4, «пяк» — 5, «шеск» — 6, «сім» — 7, «восім» — 8, «девік» — 9, «десік» — 10; «хлеб», «вода», «ходи», «сяк» [сядь], «вохон», «яблука», «ісфінья» [свиня], «іс-фекча» [свічка]; «хлебе прінес» [хліба принеси], «ложіча» [ложка], «ходи сіді» [ходи сюди], «груша», «ісліві» [сливи], «мед», «масла»; «куди ідеш?», «куди ходуча?», «помахай бо» [помагай Бог], «пувай здоров», «іспасив» [спасибі], «а іді здоров» (будь здоров), «чи ти здоров»; «хлопче», «парубок», «овечка», «часнок», «чибуля», «куріча», «конь», «утва» [качка], «черевик», «дай мені». Самі вони [жителі Києва] — давній народ, а мова їхня ще більш всеосяжна і багата, ніж фарсі, китайська, монгольська та всякі інші. Але вона має схожість з московитською мовою... Але дивно, що всі вони однаково (і руси, і московити) обходяться двадцятьма дев'ятьма буквами. Релігія їх — це релігія грецького народу; їхні пости, свята, створення хресного знамення — в точності такі ж, як у греків, — жодної різниці немає. Хоча й соромно писати лайливі слова, але людині, яка подорожує, це необхідно. Слід знати як вони лаються, щоб остерігатися цього [бо сказано]: «Я пізнав зло не для самого зла, а для того, щоб вберегтися від нього». [Наприклад], «мужик ісфінья», «хучь ісфінья», «іськройси собак», «дуку» (Перекладене Евлією Челебі словом «шайтан». Мабуть, це молдавське «дракул» — «чорт»), «дедко хлопчик». І до цього дня треба остерігатися несправедливостей з їхнього боку, тому що це стійкий, наполегливий і сердитий народ. |

## Вшанування пам'яті
У місті Одеса вулицю Онезьку перейменують на вулицю Евлії Челебі.